# Anna Germanowna Birjukowa
Anna Germanowna Birjukowa (russisch Анна Германовна Бирюкова, engl. Transkription Anna Biryukova, geb. Derewjankina; * 27. September 1967 in Swerdlowsk) ist eine ehemalige russische Leichtathletin, die bis 1991 für die Sowjetunion antrat. Bei einer Körpergröße von 1,74 m betrug ihr Wettkampfgewicht 60 kg.

## Leben
Anna Birjukowa begann ihre Karriere im Weitsprung. Sie war 1989 Dritte und 1990 Zweite der Meisterschaften der Sowjetunion. Nachdem im März 1992 ihr Sohn Aleksandr auf die Welt gekommen war, kehrte sie 1993 ins Wettkampfgeschehen zurück, jetzt als Dreispringerin.
Nachdem sie in Bratislava im Juni 1993 14,74 m gesprungen war, allerdings mit zu viel Rückenwind, gelang ihr bei den Weltmeisterschaften in Stuttgart, wo zum ersten Mal bei den Frauen der Dreisprung ausgetragen wurde, mit 15,09 m ein Weltrekord und der erste Sprung einer Frau über die 15-Meter-Marke überhaupt. Sie gewann damit Gold vor der entthronten Weltrekordhalterin Jolanda Tschen (RUS) und Iwa Prandschewa (BUL).  
Bei den Halleneuropameisterschaften 1994 gewann Birjukowa mit 14,72 m Silber hinter ihrer Landsfrau Inna Lassowskaja. Im Freien gelangen ihr 1994 drei große Siege. Bei den Europameisterschaften in Helsinki gewann sie mit ihrer Saisonbestleistung von 14,89 m vor Inna Lassowskaja und Inessa Krawez (UKR). Außerdem gewann sie den Dreisprung beim Weltcup und bei den Goodwill Games.
1995 gelang Anna Birjukowa bei den Weltmeisterschaften in Göteborg mit 15,08 m der zweitweiteste Sprung ihrer Karriere. Trotzdem wurde sie nur Dritte, da Inessa Krawez im dritten Versuch mit 15,50 m neuen Weltrekord sprang und auch Iwa Prandschewa mit 15,18 m der weiteste Sprung ihrer Karriere gelang. 
Bei den Olympischen Spielen 1996 in Atlanta verpasste Anna Birjukowa mit 14,19 m als 13. der Qualifikation den Endkampf um einen Zentimeter. In der Qualifikation den Weltmeisterschaften 1997 verletzte sich Anna Birjukowa so schwer, dass sie nie wieder in die Weltklasse zurückfand.

## Bestleistungen
- Weitsprung: 6,89 m (1990)
- Dreisprung: 15,09 m (1993)